# Luca 3

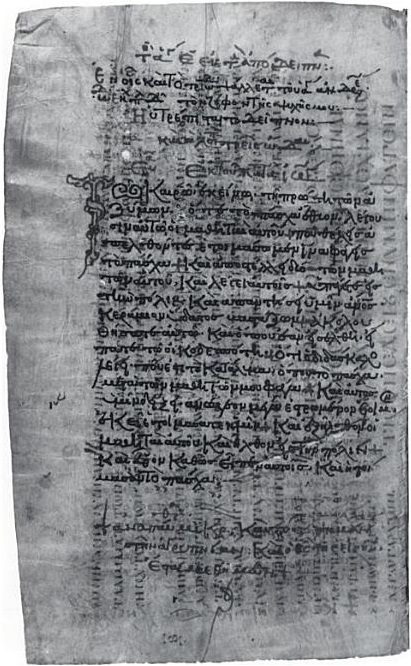
Luca 3,7-8 con un commentario in maiuscolo nel Codex Zacynthius, VII secolo.

Luca 3 è il terzo capitolo del vangelo secondo Luca nel Nuovo Testamento. Contiene un racconto della predica di Giovanni il Battista oltre alla Genealogia di Gesù.

## Testo
Il testo originale venne scritto in greco antico. Questo capitolo è diviso in 38 versetti.

### Testimonianze scritte
Tra le principali testimonianze documentali di questo capitolo vi sono:
- Papiro 4 (150-175; versetti 8-38)[2]
- Papiro 75 (175-225; versetti 18-38)
- Codex Vaticanus (325-350)
- Codex Sinaiticus (330-360)
- Codex Bezae (~400)
- Codex Washingtonianus (~400)
- Codex Alexandrinus (400-440)
- Codex Ephraemi Rescriptus (~450; versetti 21-38)

## Giovanni il Battista

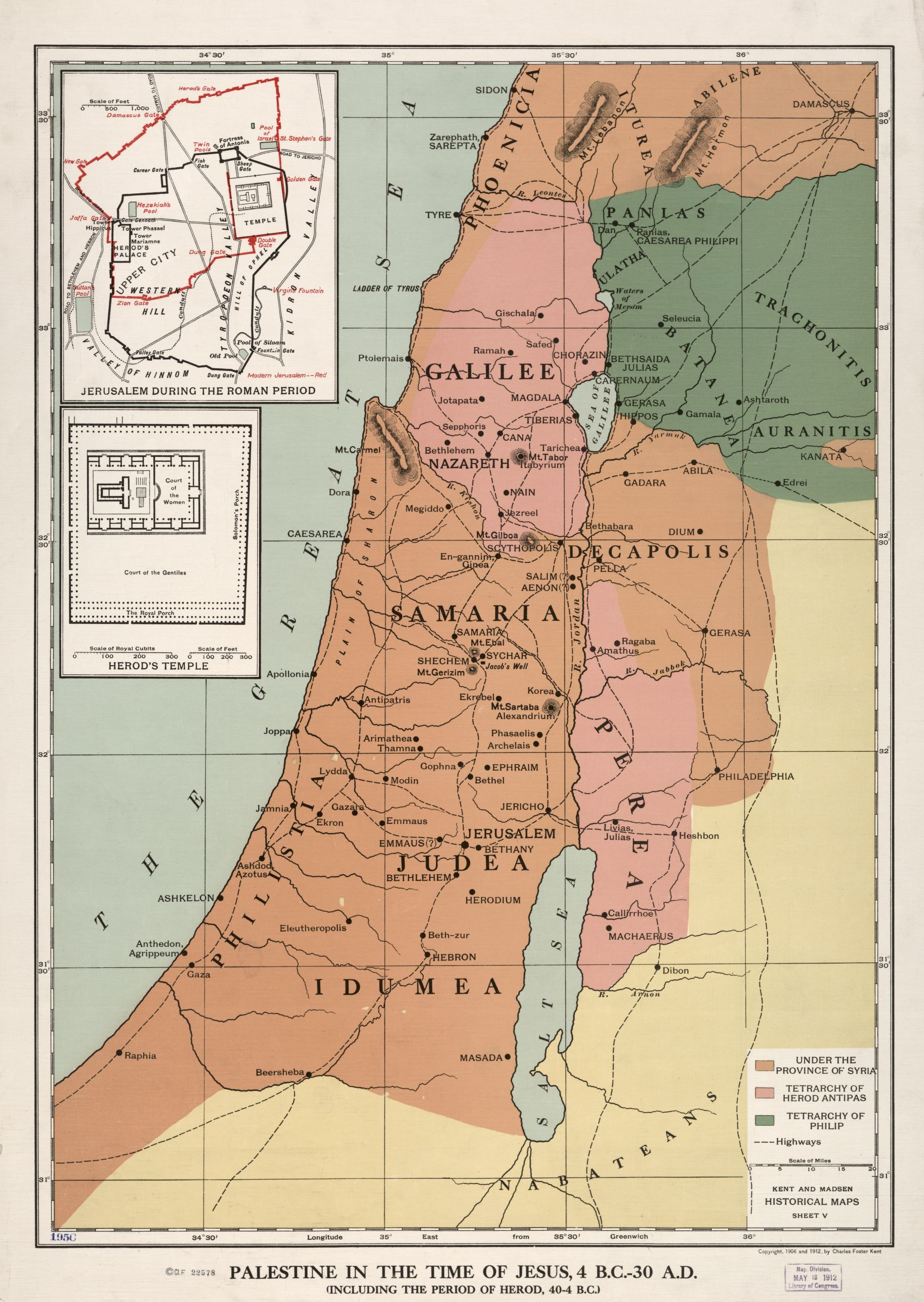
Territori e tetrarchie della Palestina del I secolo d.C. : Giudea, Galilea, Iturea, Tracontide, Abilene; vi sono comprese anche le regioni della Perea, Nabatea, Idumea, Samaria, Decapoli, Calcide, Fenicia

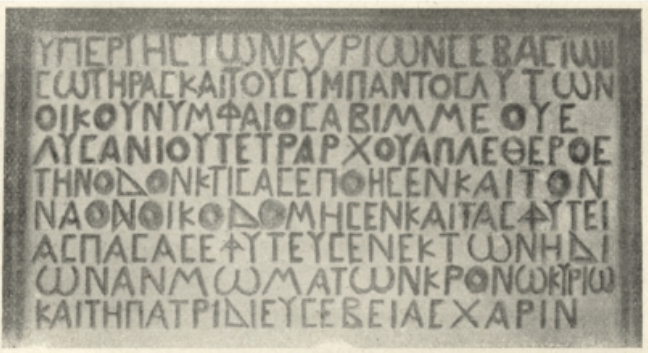
Iscrizione greca che menziona Lisania, forse il tetrarca citato in Luca 3,1.

Luca, come nei primi due capitoli, fornisce alcuni dati storici, in questo caso sei, per specificare quando avvennero gli eventi nel I secolo d.C.

### Versetti 1–2
Nell'anno decimoquinto dell'impero di Tiberio Cesare, mentre Ponzio Pilato era governatore della Giudea, Erode tetrarca della Galilea, e Filippo, suo fratello, tetrarca dell'Iturèa e della Traconìtide, e Lisània tetrarca dell'Abilène, 2 sotto i sommi sacerdoti Anna e Caifa, la parola di Dio scese su Giovanni, figlio di Zaccaria, nel deserto.
Il quindicesimo anno di regno di Tiberio fu il 29 o il 30 d.C., pertanto si può datare la predica di Giovanni a quell'epoca. Il governatorato di Ponzio Pilato in Giudea durante il regno di Tiberio è pure attestato storicamente (ad esempio negli Annali di Tacito, vol. 15, cap. 44, scritto nel 116 c.).

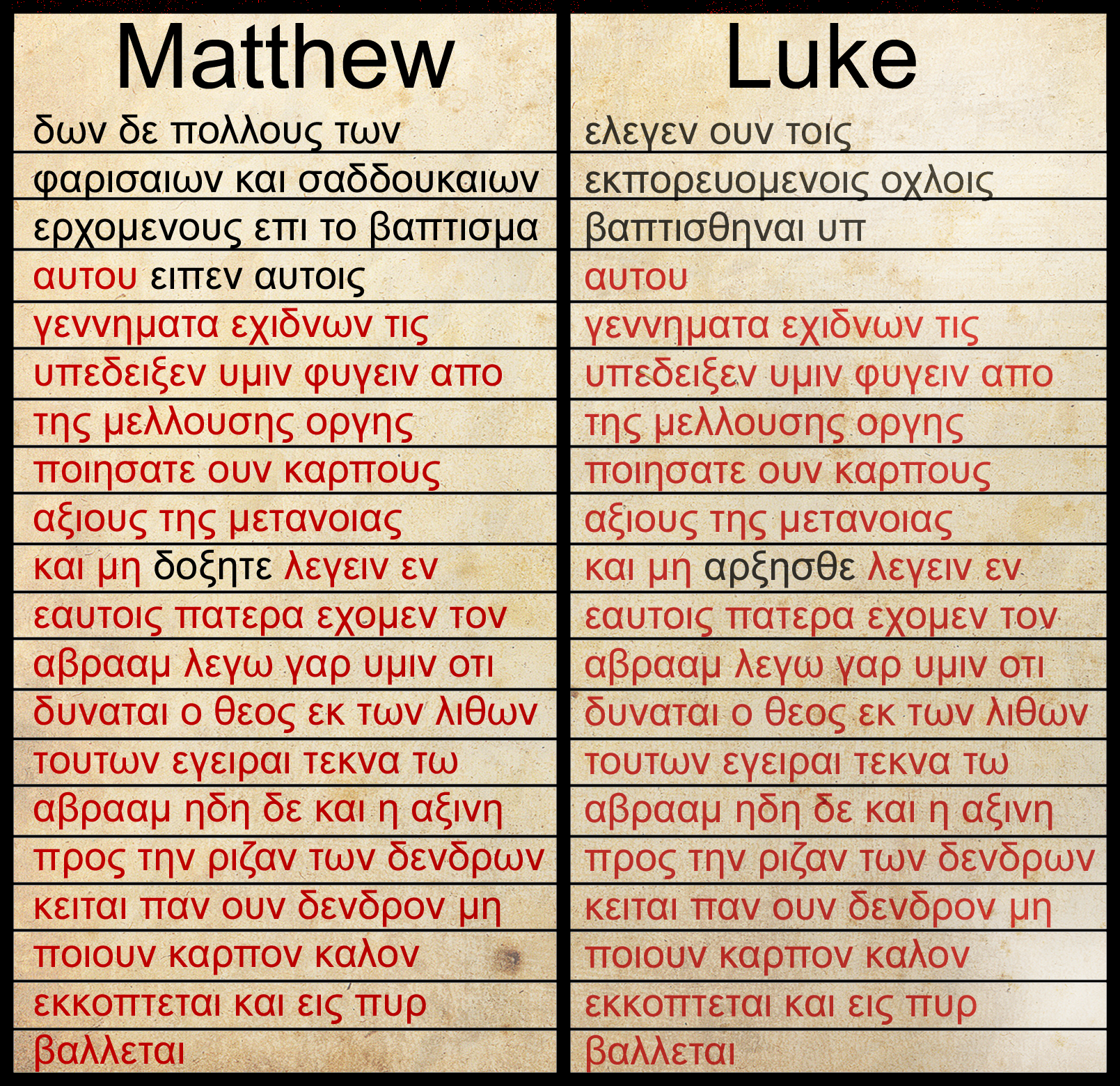
Comparazione tra Matteo 3,7-10 e Luca 3,7-9. Il testo in comune è evidenziato in rosso.

Luca, come Marco 1,2–3, Matteo 3,3 e Giovanni 1,23 cita Isaia 40 in riferimento a Giovanni Battista, ma dilungandosi maggiormente. È possibile che questo sia stato fatto includendo il messaggio secondo il quale "...tutte le carni (o gli uomini) vedranno la salvezza di Dio" in riferimento ad un pubblico pagano. Il Battista predicava il battesimo e la penitenza, "Perché io vi dico che Dio può far nascere figli ad Abramo anche da queste pietre. Anzi, la scure è già posta alla radice degli alberi; ogni albero che non porta buon frutto, sarà tagliato e buttato nel fuoco." (vv. 8-9)
Le persone interrogano Giovanni su cosa debbano fare e Giovanni risponde loro di condividere col prossimo e si augura che i collettori delle tasse ed i soldati non abusino delle loro posizioni. Quando gli chiedono se lui è il Cristo, egli replica "Io vi battezzo con acqua; ma viene uno che è più forte di me, al quale io non son degno di sciogliere neppure il legaccio dei sandali: costui vi battezzerà in Spirito Santo e fuoco." (v. 16) frase che si trova anche in Matteo 3,11, Marco 1,7-8 e Giovanni 1,26-27.

## Battesimo di Gesù

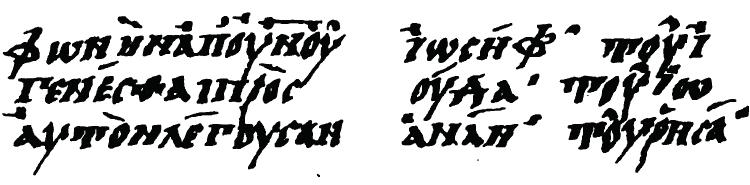
Facsimile dell'edizione di Luca 3,22,26-27 del Codex Tischendorfianus III, VIII-X secolo.

Luca narra quindi che Gesù era uno dei tanti battezzati di Giovanni. Lo Spirito Santo gli appare in forma di colomba e dice a Gesù "Tu sei il mio figlio prediletto, in te mi sono compiaciuto" (cfr. Matteo 3,13-17, Marco 1,9-11, Giovanni 1,32-34). Luca riporta anche che "...Gesù quando incominciò il suo ministero aveva circa trent'anni". (v. 23). Luca non dice da quanti anni Giovanni battezzava le persone, ma coi dati riportati in precedenza nel capitolo si può dedurre che lo facesse dal 29 o 30. Egli aveva più di trent'anni ed era nato sei mesi prima di Gesù, come ricordato in Luca 1. Gli studiosi odierni sono più propensi a ritenere che in realtà Giovanni sia nato nel 4 a.C., spostando di conseguenza anche la nascita di Gesù dal termine dell'anno 0.

## Gli antenati di Gesù

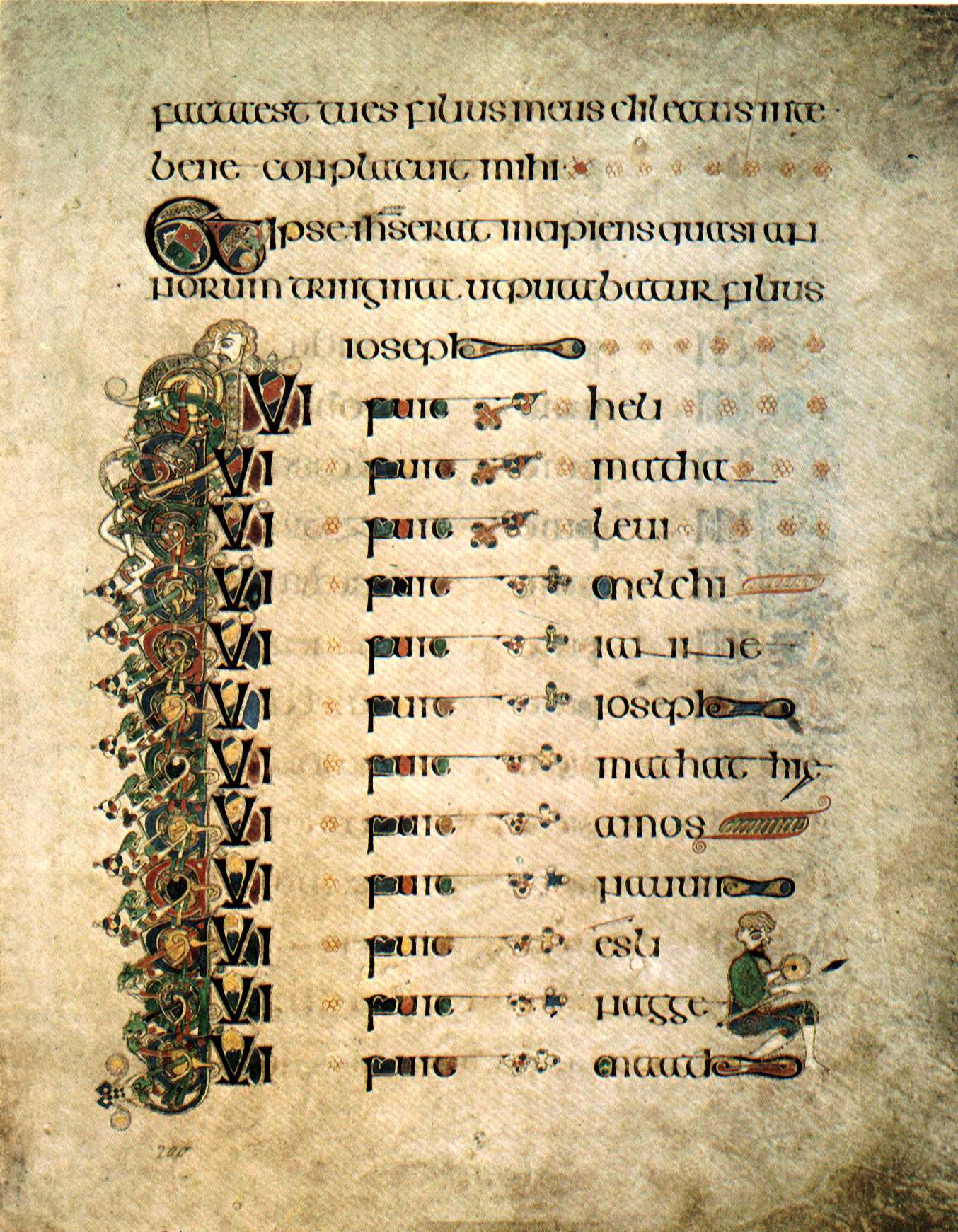
Parte della genealogia di Gesù nel vangelo di Luca (Luca 3,23-26), dal Libro di Kells, trascritto dai monaci celti nel IX secolo

### Versetti 23-38
Luca a questo punto del suo vangelo, come presentato in Matteo 1, presenta la genealogia di Gesù, partendo dal suo padre putativo Giuseppe e indicando 73 persone prima di lui sino a giungere ad Adamo, che Luca definisce "...il Figlio di Dio", per un totale di 75 persone tra Dio e Gesù. Questa genealogia è più lunga di quella presentata in Matteo, e si porta retroattivamente da Gesù ad Adamo (mentre in Matteo essa va da Abramo a Gesù), e presenta notevoli differenze. Luca menziona il padre di Giuseppe e quindi nonno di Gesù come Heli, che però potrebbe essere anche il padre di Maria come presentato nel Talmud. Sull'altro fronte, Matteo indica il padre di Giuseppe come Giacobbe. Il bisnonno di Gesù viene riportato col nome di Matthat o Matthan, che potrebbe essere la stessa persona come suggerito per primo da Giulio Africano. Le due liste a questo punto divergono tra loro per riunirsi alla figura di re David. L'elenco di Luca contraddice Genesi 11,12, la quale riporta esplicitamente che Arfacsad era padre di Sala, non suo nonno.
| 1. Dio 2. Adamo 3. Seth 4. Enos 5. Chenan 6. Malaleèl 7. Iared 8. Enoc 9. Matusalemme 10. Lamec 11. Noè 12. Sem 13. Arfacsad 14. Cainam | 1. Sala 2. Eber 3. Falek 4. Ragau 5. Seruc 6. Nacor 7. Tare 8. Abramo 9. Isacco 10. Giacobbe 11. Giuda 12. Fares 13. Esrom 14. Aram | 1. Aminadab 2. Naasson 3. Salmon 4. Booz 5. Obed 6. Iesse 7. David 8. Natam 9. Mattatà 10. Menna 11. Melèa 12. Eliachim 13. Ionam 14. Giuseppe | 1. Giuda 2. Simeone 3. Levi 4. Mattàt 5. Iorim 6. Elièzer 7. Gesù 8. Er 9. Elmadàm 10. Cosam 11. Addi 12. Melchi 13. Neri 14. Salatiel | 1. Zorobabèle 2. Resa 3. Ioanan 4. Ioda 5. Iosec 6. Semèin 7. Mattatìa 8. Maat 9. Naggài 10. Esli 11. Naum 12. Amos 13. Mattatìa 14. Giuseppe | 1. Innài 2. Melchi 3. Levi 4. Mattàt 5. Eli 6. Giuseppe 7. Gesù |

### Versetto 33
figlio di Aminadàb, figlio di Admin, figlio di Arni, figlio di Esrom, figlio di Fares, figlio di Giuda.
Versetti paralleli: Matteo 1,3-4